# Adalija Rouz
Adalija Rouz (енгл. Adalia Rose) je devojčica obolela od progerije koja kroz svoje nastupe na jutjubu i društvenim mrežama zahvaljujući kojima je postala američka internet senzacija i zvezda društvenih mreža, nastoji da svetu predstavi život ljudi obolelih od ove retke bolesti. Preminula je 12. januara 2022. u svojoj 15. godini.

## Biografija
Adalija Rouz je rođena 10. decembra 2006. godine u gradu Raund Rok (Round Rock), u američkoj državi Teksas. Rođena je sa progerijom, naslednom bolešću koju karakteriše preuranjeno, prevremeno starenje i kratak životni vek. Osobe obolele od ove retke bolesti ne dožive 20. godinu, a već u uzrastu od 10-12 godina izgledaju kao mali starci. Ona je postala popularna kada je njena majka podelila video na kome ona energično igra. Tada je imala samo šest godina.

## Progerija
Progerija potiče od grčke reči progeros u značenju „onaj koji stari pre vremena”. Drugi je naziv za Hačinson-Gilfordov sindrom koji karakteriše preuranjena starost i prevremena smrt. Uzrok ove bolesti je sporadična mutacija gena LMNA koji kodira belančevinu (lamin A) koja stvara molekularni kostur jezgra ćelije. Poremećena belančevina dovodi do nestabilnosti jezgra prilikom deobe ćelije i rane smrti svake ćelije tela. Simptomi i znakovi se razvijaju kroz dve godine i uključuju zaostajanje u rastu, izboranu kožu, ćelavljenje... Ova bolest je dospela u žižu javnosti nakon što je američki glumac Bred Pit oživeo lik čoveka obolelog od ove bolesti u filmu „Neobični slučaj Bendžamina Batona”. Za sada nema leka za ovu retku bolest.

## Adalija Rouz kao zvezda društvenih mreža
Kada je Adalijina majka Natalija pokrenula fejsbuk stranicu na kojoj je počela da objavljuje tekstove i fotografije koji iz dana u dan prate život male Amerikanke obololele od progerije, nije ni slutila da će njena ćerka postati slavna. Ubrzo potom je pokrenut i njen jutjub kanal na kome Adalija nastupa kao sasvim obična, vedra, živahna i vrlo duhovita devojčica koja se zanima za sve ono za šta se zanimaju i njeni vršnjaci. Kroz svoje jutjub klipove Adalija, njena majka Natalija i očuh Rajan pokušavaju da skrenu pažnju javnosti na progeriju kao bolest o kojoj se još uvek malo toga zna. Adalija ima veliki broj pratilaca na svim društvenim mrežama i stekla je uticaj dostojan jedne velike zvezde. Svoj medijski uticaj koristi kako bi skrenula pažnju na progeriju kao bolest za koju još uvek nije pronađen lek, ali i kako bi pokazala da iako ograničenog životnog veka i unapred prognozirane budućnosti, može da uživa u životu, u okrilju svoje porodice koja joj pruža najveću podršku. Adalija ima i svoj veb-sajt ’’The Rosebud Shop’’. Jedna je od 100 ljudi u svetu koji boluju od ove fatalne bolesti.

## Spoljašnje veze
- Bionet škola: Progerija[мртва веза]
- Adalia Rose Official You Tube Channel
- The famous people Adalia Rose
- Born different: Adalia Rose